# Call of Duty: Finest Hour
Call of Duty: Finest Hour је пуцачина из првог лица коју је развила компанија Spark Unlimited, а објавио Activision за GameCube, PlayStation 2 и Xbox. Ово је прва игра из серијала Call of Duty која је била доступна на конзолама.
Иако је заснована на оригиналном Call of Duty-у за Windows, игра има другачију и проширенију причу од свог претходника. Садржи шест испреплетених прича и битака, заснованих на стварним догађајима, из перспективе војника из различитих савезничких држава (САД, Британија и СССР).

Музику игре компоновао је Мајкл Гићино, који је претходно радио на оригиналном Call of Duty-у и на франшизи Medal of Honor. Певач бенда AC/DC Брајан Џонсон позајмљивао је глас нареднику Старкију, једном од британских команданата.